# 玉英記抄
玉英記抄（ぎょくえんきしょう）とは、室町時代に一条兼良が編纂した有職故実書。

## 概要
成立年代は不詳で、兼良の父・経嗣がやり残した部類記の編纂を兼良が成し遂げたとみる説もある。
書名は南北朝期の一条経通の日記『玉英』に由来し、『玉英』や一条家の祖である九条道家－一条実経－家経の三代の日記から抜粋して、神事・仏事・官位・拝賀・行幸・公事・衣服・密宴・凶礼・雑・詔勅といった項目別に配列・編纂したものである。
単純に一条家の歴代の日記の抜粋を行った訳では無く、その取捨選択には一条兼良の見識によるところが大きく、そこに兼良の有職故実研究の結集があるとする評価がある。